# Armelle Nicolas
Pour les articles homonymes, voir Armelle.
Armelle Nicolas (née le 19 décembre 1606 à Campénéac, morte le 24 octobre 1671 à Vannes), dite la bonne Armelle, était une simple servante dont la piété, la charité et les extases mystiques suscitèrent un culte qui a perduré en Bretagne jusqu'au début du XXe siècle au moins ; elle serait encore l'objet d'un culte dans l'ancienne chapelle dite des Ursulines, attenante au collège Saint-François-Xavier de Vannes. Bien qu'elle n'ait pas été admise par l'Église catholique au catalogue des Saints et Bienheureux, elle est parfois et indûment nommée « Sainte Armelle » .

## Biographie
Armelle Nicolas naît, aînée de cinq frères et sœurs, dans la maison de paysans illettrés, pauvres et pieux près du bourg de Campénéac, ancien diocèse de Saint-Malo. Dans son enfance, elle garde les troupeaux, se consacre aux soins de la maison. À la mort de son père, elle trouve à se placer comme servante chez une dame de Ploërmel. Ici, les biographies divergent. Certaines prétendent qu'elle entra, dès 1636, au manoir d'Arradon au service de Gabriel du Bois de la Salle, écuyer, seigneur de Roguédas, où elle devait servir sa vie durant ; d'autres disent qu'elle entra en 1642 comme sœur tourière au couvent des Ursulines de Vannes, avant de prendre son service au manoir d'Arradon en 1646 jusqu'à la fin de sa vie.
Le corps d'Armelle Nicolas est conservé à l'évêché de Vannes et son crâne dans la sacristie de l'église de Campénéac.

## Hagiographie
Les relations hagiographiques prétendent qu'étant à Arradon, elle abandonna tous ses biens aux pauvres ; qu'elle recevait avec une égale patience les laïcs et les clercs qui se pressaient pour recevoir les lumières de sa foi ; qu'ayant eu une jambe brisée par une ruade de cheval en 1666, elle retrouva miraculeusement l'usage de la marche en 1669.

## Écrits

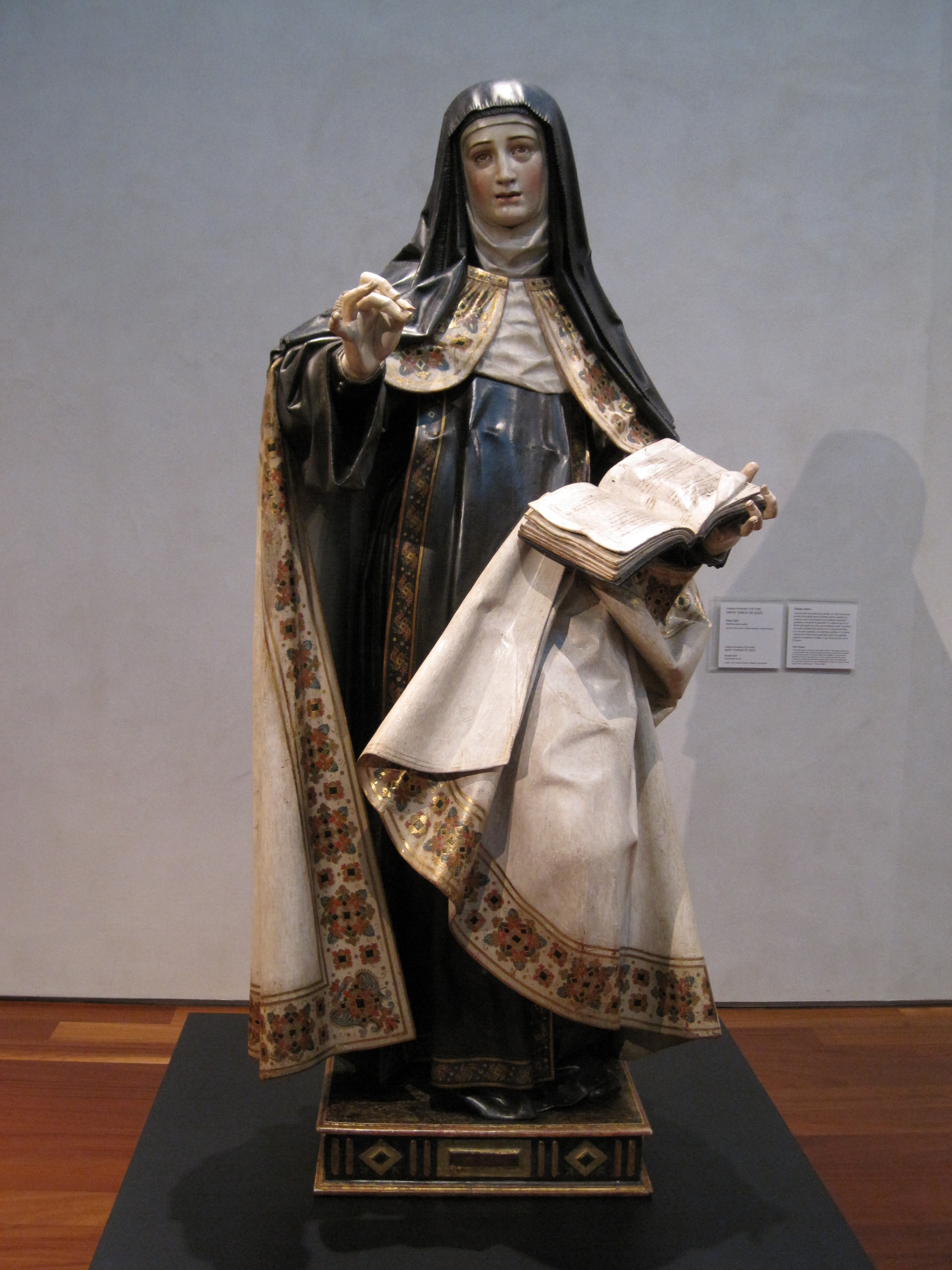
Mystique chrétienne : Thérèse d'Avila, vers 1625, Gregorio Fernández, Musée national de la Sculpture, Valladolid.

Placée sous la direction spirituelle des jésuites de Vannes, Armelle Nicolas, simple domestique bretonne, vécut d'intenses expériences mystiques.
Rencontre spirituelle :

Jésus dans la gloire

« Mon esprit fut élevé à contempler comme à découvert la gloire dont mon Sauveur jouissait dans le ciel par sa glorieuse ascension ; et je vis que de son divin cœur sortait une corde d'amour et de charité qui vint lier et serrer si étroitement le mien, que le cœur de Jésus et le mien ne se pouvaient plus séparer. Je ne saurais expliquer l'amour que je ressentais pour lors : ce n'était point un amour humain, ou qui fût produit de moi, mais c'était la charité de Dieu même qui était regorgeant en moi.

Je communiai en cet état, sans penser à ce que je faisais, ma vue étant toujours occupée dans le ciel, et je continuai de la sorte jusqu'au dimanche suivant, qu'allant recevoir la sainte communion, je vis que cette corde qui tenait mon cœur attaché se ramassait et resserrait dans le divin cœur de Jésus, et que par ce moyen elle unissait et approchait le sien du mien d'une manière que je ne puis donner à connaître. Et ainsi je perdis la vue de mon amour dans le ciel, pour ne le voir plus que dans le Saint-Sacrement, dans lequel j'étais tout abîmée. Et pensant en moi-même à la grande grâce que Dieu m'avait faite par les mérites de sa sainte ascension , il me fut donné à entendre que mon divin amour m'avait traité comme il avait fait ses saints Apôtres, desquels il ne s'était éloigné de présence corporelle que pour leur donner plus grande abondance de grâces et consolations célestes. »

— Armelle Nicolas. Triomphe de l'amour divin, Mers-sur-Indre, Sources mystiques, 2014, p. 92.

### Extases mystiques
Voici en quels termes P. Poiret (L’École du pur amour de Dieu… ) relate, en 1704, les expériences mystiques d'Armelle Nicolas (orthographe et ponctuation modernisées) :
« 
Avant que Dieu se communiquât pleinement à cette Fille, elle fut comme possédée ou, du moins, obsédée par les Démons ; ils lui imprimèrent dans le cœur une espèce de haine de Dieu & un tel éloignement de toutes sortes de bonnes œuvres que la moindre chose qui regardait la pratique du bien lui était insupportable. Elle sentait un certain mouvement de joie d'avoir offensé Dieu ; elle se trouva attaquée d'un esprit de blasphème si puissant, que, quelque effort qu'elle fît, elle ne pouvait de fois à autre s'empêcher d'en proférer quelques paroles. Pendant cinq ou six mois que dura le fort du combat, il lui était comme impossible de dormir la nuit à cause des spectres épouvantables dont les Diables la travaillaient, prenant diverses figures horribles de monstres qui, parfois, semblaient la vouloir dévorer. Mais, enfin, Notre Seigneur voulant la délivrer tout à fait de leurs poursuites & lui donner une marque sensible comment ils avaient abandonné ce lieu que Sa Majesté avait destiné pour sa demeure, il permit qu'étant un Dimanche dans l'Église elle fut saisie tout soudain d'un tremblement accompagné d'une grande frayeur ; & au même moment il lui sortit du cerveau une fumée noire & épaisse qui exhala une si étrange odeur qu'elle en pensa mourir & fut bien environ demi-heure entourée de cette puanteur. Ensuite elle se dissipa et son cœur se trouva tellement changé & fortifié qu'incontinent elle commença à braver le Diable. Le trait divin qui lui avait pénétré le cœur faisait qu'elle était incessamment à la poursuite de Dieu, qui le lui avait décoché, après lequel elle soupirait & gémissait nuit & jour, sans se donner trêve ni repos en aucune chose de ce monde. Son esprit était si aliéné & si hors d'elle qu'elle en était comme insensée. Ne sachant où prendre celui qui lui avait navré le cœur, souvent elle courait de chambre en chambre, croyant de l'y devoir rencontrer. D'autres fois elle criait après lui & l'appelait de toutes ses forces ; & l'Amour qui la possédait lui faisait dire des mots & faire des actions qui eussent passé en l'esprit du monde pour extravagantes & au-delà de la raison, mais non pas au-dessus de son amour. Parfois elle serrait & embrassait si fort ce qu'elle rencontrait en son chemin, comme des piliers, des colonnes de lit & autres choses semblables qu'il semblait qu'elle se les voulut incorporer & leur disait, « est-ce point vous qui tenez caché le Bien-aimé de mon cœur ? » Et disant ces paroles, elle fondait en larmes. Elle allait par les bois embrasser les arbres, & les serrant étroitement, & par les Campagnes, demandant aux Créatures inanimées, ainsi que l'Épouse, qu'elles lui enseignassent celui que son cœur désirait. D'autres fois elle s'adressait aux bêtes & aux oiseaux, & leur parlait comme s'ils eussent eu de la raison, leur racontant la grandeur de son Martyre & les incitant à bénir leur Créateur.
Elle disait quelquefois à son Amour : « O mon Dieu qu'il faut bien que vous soyez infiniment aimable ; puisque ne vous connaissant point & ne sachant qui vous êtes, je meurs néanmoins & languis d'amour pour vous. » Parfois elle était dans une sainte & amoureuse impatience & l'appelait cruel & sans pitié de se tenir si longtemps caché : Elle lui disait. « Vous vous faites bien chercher, ô Amour & me faites bien courir après vous ; mais aussi, si je vous puis une fois trouver, ô jamais, non jamais je ne vous laisserai aller. » Son Amour pour son bien-aimé devint si ardent qu'elle en était comme consumée ; elle en eut l'espace de cinq ou six mois une fièvre continue qui ne lui provenait d'autre cause que de l'excès du feu d'Amour, qui la brûlait & consumait toute, tant au-dedans qu'au dehors ; & ainsi, en peu de temps, elle se trouva si débile, et si exténuée qu'à peine se pouvait-elle soutenir. Elle eut dans la suite une nouvelle attaque de la part du Diable, à qui Dieu permit de jouer de son reste. Cet Ennemi lui livra un jour un si rude assaut qu'elle ne savait que faire ni que devenir. Il lui semblait que tous ses Démons la devaient emporter ; & le feu de l'Amour impudique s'alluma si fort que, ne sachant plus où se mettre, elle sortit promptement du Logis & s'en alla dans une grande prairie pour y pleurer son infortune. Au plus fort de ses plaintes, Dieu lui changea le cœur en un moment, en sorte que d'une extrémité de peines, elle se trouva dans une extrémité de joie & de contentement, sans savoir comment ni par quel moyen. Son Amour pour Dieu augmenta même tellement que, n'en pouvant plus supporter les efforts, elle en tomba dans une grande maladie. Étant même en prière, elle sentit son cœur sensiblement transpercé, comme si on l'eut fendu & percé de tous côtés à coups de flèches, & avec une douleur si grande & si excessive qu'elle ne savait que devenir. Ce feu, qui s'était si extraordinairement allumé au-dedans de son cœur, s'épandit quelque temps après par tout son corps, de sorte qu'il devint si brûlant qu'il n'y avait pas moyen de la toucher sans en ressentir une chaleur extrême. Son visage était toujours enflammé ; sa respiration brûlante ; ses veines pleines, grossies & bouillantes  & toutes ses artères en une agitation & palpitation extraordinaire, comme une personne qui, à proprement parler, eut été dans un brasier ardent. Aussi disait-elle souvent à son Confesseur, quand il la visitait en cette maladie : « Mon Père, je suis dans une fournaise, mais c'est la fournaise de l'Amour. » Ne pouvant plus donner de bornes à son Amour ni retenir son cœur, elle lui disait « O ! va ; aime tant que tu voudras ; car je ne t'en puis plus empêcher ni te retenir. Tu n'es plus à moi, tu es au seul Amour. »
 »

## Interprétations modernes
Malgré leurs limites, les travaux de Krafft-Ebing et de Charcot devaient bien montrer les implications sexuelles de ces manifestations extatiques, avant que les interprétations de Freud, malgré les réserves qu'elles peuvent susciter, ne leur donnent une cohérence.
La personnalité d'Armelle Nicolas doit, pour être comprise, être replacée dans le contexte historique du XVIIe siècle avec sa la floraison de vrais et faux dévots et de mystiques catholiques dont Blaise Pascal est le plus connu.

## Cas analogues
À peu près au même moment, en Bretagne, des cas analogues de mystiques porteurs de stigmates sont connus comme Marie-Amice Picard et Catherine Daniélou.

### Sources
- Biographie résumée dans Biographie bretonne Tome II par P. Levot, Vannes, 1857. Accessible en ligne sur Google Books
- Biographie d'Armelle Nicolas sur le site de La Dévotion du Sacré-Cœur
- La Nouvelle de la république des lettres, décembre 1703, accessible en ligne sur Google Books